# Regiones de Jalisco

1: Norte
2: Altos Norte
3: Altos Sur
4: Ciénega
5: Sureste
6: Sur
7: Sierra de Amula
8: Costa Sur
9: Costa-Sierra Occidental
10: Valles
11: Lagunas
12: Centro

Las regiones de Jalisco son las divisiones geoculturales en las que se divide el estado de Jalisco. Existen 12 regiones en el estado.

## Regiones
Las 12 regiones de Jalisco conforman en su totalidad los 125 municipios del estado. En sombreado se resalta la capital o cabecera de cada región.

### Región Norte
La Región Norte, compuesta por 10 municipios. Tiene una población de 87,888 habitantes (2015). Es una de las regiones menos pobladas. Tiene una extensión de 10,305 km², lo que representa el 1.1% del total de la población del estado. En varios municipios de esta región hay comunidades huicholas. En la región predominan los climas secos y templados. Sus relieves son escarpados, conformados por muchas sierras. La explotación forestal es una actividad muy importante, debido a la presencia de grandes bosques de pino y encino. La minería es una actividad sobresaliente en la producción de oro, plata, plomo y cobre. Actualmente la explotación ha disminuido. Se desarrolla también la agricultura, la ganadería y la artesanía. Su capital regional es el municipio de Colotlán.
| Municipios de la Región Norte |                            |                            |
|                               |                            |                            |
| Clave                         | Municipio                  | Cabecera                   |
| 1                             | Bolaños                    | Bolaños                    |
| 2                             | Chimaltitán                | Chimaltitán                |
| 3                             | Colotlán                   | Colotlán                   |
| 4                             | Huejúcar                   | Huejúcar                   |
| 5                             | Huejuquilla el Alto        | Huejuquilla el Alto        |
| 6                             | Mezquitic                  | Mezquitic                  |
| 7                             | San Martín de Bolaños      | San Martín de Bolaños      |
| 8                             | Santa María de los Ángeles | Santa María de los Ángeles |
| 9                             | Totatiche                  | Totatiche                  |
| 10                            | Villa Guerrero             | Villa Guerrero             |

### Altos Norte
La Región Altos Norte, compuesta por ocho municipios. Tiene una población de 417,865 habitantes (2020), que representan el 5.2% de la población total del estado. Cubre 8,882.23 km², que representa el 11 % del territorio del estado. A su vez, los Altos de Jalisco son parte de la macrorregión del Bajío. En esta región se desarrollan fábricas de ropa, muebles, calzado, artículos metálicos, dulces y mermeladas. Flora incluye: huizache, mezquite, maguey, nopal y álamo. En la región montañosa hay manzanilla. Fauna incluye: coyote, liebre, conejo, zorros, venados, víbora de cascabel y coralillo, además de diversas especies de aves. Tradiciones y costumbres incluyen: Pastorela Franciscana, Miércoles de Ceniza, Procesión del Silencio, Procesión del Corpus y Día de Muertos con puestos de dulces. Su capital regional es el municipio de Lagos de Moreno.
| Municipios de la Región Altos Norte |                         |                         |
|                                     |                         |                         |
| Clave                               | Municipio               | Cabecera                |
| 1                                   | Encarnación de Díaz     | Encarnación de Díaz     |
| 2                                   | Lagos de Moreno         | Lagos de Moreno         |
| 3                                   | Ojuelos de Jalisco      | Ojuelos de Jalisco      |
| 4                                   | San Diego de Alejandría | San Diego de Alejandría |
| 5                                   | San Juan de los Lagos   | San Juan de los Lagos   |
| 6                                   | Teocaltiche             | Teocaltiche             |
| 7                                   | Unión de San Antonio    | Unión de San Antonio    |
| 8                                   | Villa Hidalgo           | Villa Hidalgo           |

### Altos Sur
La Región Altos Sur, compuesta por 12 municipios. Cuenta con 413,258 habitantes (2015), que representa el 5.2% de la población del estado. Cuenta con 6,677.36 km², que es el 8.3 % de la superficie del estado. A su vez los Altos de Jalisco son parte de la macrorregión del Bajío. En esta región se encuentra el municipio más reciente del estado, San Ignacio Cerro Gordo, que se separó de Arandas. En forma general la región cuenta con la producción de tequila y el desarrollo de ganado, del vestido y se realizan diversas artesanías. Su capital regional es el municipio de Tepatitlán de Morelos.
| Municipios de la Región Altos Sur |                             |                             |
|                                   |                             |                             |
| Clave                             | Municipio                   | Cabecera                    |
| 1                                 | Acatic                      | Acatic                      |
| 2                                 | Arandas                     | Arandas                     |
| 3                                 | Cañadas de Obregón          | Cañadas de Obregón          |
| 4                                 | Jalostotitlán               | Jalostotitlán               |
| 5                                 | Jesús María                 | Jesús María                 |
| 6                                 | Mexticacán                  | Mexticacán                  |
| 12                                | San Ignacio Cerro Gordo     | San Ignacio                 |
| 7                                 | San Julián                  | San Julián                  |
| 8                                 | San Miguel el Alto          | San Miguel el Alto          |
| 9                                 | Tepatitlán de Morelos       | Tepatitlán de Morelos       |
| 10                                | Valle de Guadalupe          | Valle de Guadalupe          |
| 11                                | Yahualica de González Gallo | Yahualica de González Gallo |

### Ciénega
La Región de Ciénega, compuesta por 13 municipios. Localizada al este de la entidad. Tiene una población de 410,284 habitantes (2015) que representa el 5.2% de la población del estado. Tiene una extensión de 4,892 km², que equivale al 6.1 % del estado. El municipio de Atotonilco el Alto, administrativamente pertenece a esta región; pero cultural, geográfica y tradicionalmente pertenece a los Altos de Jalisco. En esta región se favorece mucho la agricultura por la cercanía del lago de Chapala, aparte del ganado. La actividad industrial se desarrolla principalmente en los municipios que están en el norte, se elaboran artesanías y el turismo se concentra en el lago de Chapala. Su capital regional es el municipio de Ocotlán
| Municipios de la Región Ciénega |                    |                    |
|                                 |                    |                    |
| Clave                           | Municipio          | Cabecera           |
| 1                               | Atotonilco el Alto | Atotonilco el Alto |
| 2                               | Ayotlán            | Ayotlán            |
| 7                               | La Barca           | La Barca           |
| 3                               | Chapala            | Chapala            |
| 4                               | Degollado          | Degollado          |
| 5                               | Jamay              | Jamay              |
| 6                               | Jocotepec          | Jocotepec          |
| 8                               | Ocotlán            | Ocotlán            |
| 9                               | Poncitlán          | Poncitlán          |
| 10                              | Tizapán el Alto    | Tizapán el Alto    |
| 11                              | Tototlán           | Tototlán           |
| 12                              | Tuxcueca           | Tuxcueca           |
| 13                              | Zapotlán del Rey   | Zapotlán del Rey   |

### Sureste
La Región Sureste, compuesta por 10 municipios. Como lo indica su nombre, se localiza al sureste del estado. Tiene una población de 169,544 personas (2015). Representa el 2.1% de la población total del estado y una extensión de 7,124.97 km², que es el 8.9 % del total de la entidad. Es una región donde se desarrollan la explotación forestal, la pesca y la minería. El turismo se desarrolla en Mazamitla y en los municipios de la ribera del lago de Chapala. Las actividades menores son la agricultura y uno que otro de ganadería. Su capital regional es el municipio de Tamazula de Gordiano.
| Municipios de la Región Sureste |                            |                            |
|                                 |                            |                            |
| Clave                           | Municipio                  | Cabecera                   |
| 1                               | Concepción de Buenos Aires | Concepción de Buenos Aires |
| 2                               | Jilotlán de los Dolores    | Jilotlán de los Dolores    |
| 3                               | La Manzanilla de la Paz    | La Manzanilla de la Paz    |
| 5                               | Mazamitla                  | Mazamitla                  |
| 6                               | Pihuamo                    | Pihuamo                    |
| 7                               | Quitupan                   | Quitupan                   |
| 4                               | Santa María del Oro        | Santa María del Oro        |
| 8                               | Tamazula de Gordiano       | Tamazula de Gordiano       |
| 9                               | Tecalitlán                 | Tecalitlán                 |
| 10                              | Valle de Juárez            | Valle de Juárez            |

### Sur
La Región Sur está conformada por doce municipios: Zapotlán el Grande, Jilotlán de los Dolores, Pihuamo, Gómez Farías, Tamazula de Gordiano, Tecalitlán, Tolimán, Tonila, Tuxpan, San Gabriel, Zapotiltic y Zapotitlán de Vadillo. Tiene una superficie de 8,421 km² y ocupa el quinto lugar con mayor superficie del estado. La zona Sur de Jalisco representa aproximadamente el 10.71% del territorio total del estado actualmente
| Municipios de la Región Sur |                         |                         |
|                             |                         |                         |
| Clave                       | Municipio               | Cabecera                |
| 1                           | Gómez Farías            | San Sebastián del Sur   |
| 2                           | Jilotlán de los Dolores | Jilotlán de los Dolores |
| 3                           | Pihuamo                 | Pihuamo                 |
| 4                           | Tamazula de Gordiano    | Tamazula de Gordiano    |
| 5                           | Tecalitlán              | Tecalitlán              |
| 6                           | Tolimán                 | Tolimán                 |
| 7                           | Tonila                  | Tonila                  |
| 8                           | Tuxpan                  | Tuxpan                  |
| 9                           | San Gabriel             | San Gabriel             |
| 10                          | Zapotlán el Grande      | Ciudad Guzmán           |
| 11                          | Zapotiltic              | Zapotiltic              |
| 12                          | Zapotitlán de Vadillo   | Zapotitlán de Vadillo   |

### Sierra de Amula
La Región Sierra de Amula, compuesta por 11 municipios. Cuenta con 178,186 habitantes (2015), que representa el 2.2% de la población total del estado. Se localiza al oeste de la Región Sur. Cubre 4,240.08 km² y equivale al 5.29 % del estado. Se desarrolla la agricultura y la ganadería, además de realizarse la explotación forestal y la minería. Su capital regional es el municipio de El Grullo.
| Municipios de la Región Sierra de Amula |               |               |
|                                         |               |               |
| Clave                                   | Municipio     | Cabecera      |
| 1                                       | Atengo        | Atengo        |
| 2                                       | Chiquilistlán | Chiquilistlán |
| 3                                       | Ejutla        | Ejutla        |
| 4                                       | El Grullo     | El Grullo     |
| 5                                       | Juchitlán     | Juchitlán     |
| 6                                       | El Limón      | El Limón      |
| 7                                       | Tecolotlán    | Tecolotlán    |
| 8                                       | Tenamaxtlán   | Tenamaxtlán   |
| 9                                       | Tonaya        | Tonaya        |
| 10                                      | Tuxcacuesco   | Tuxcacuesco   |
| 11                                      | Unión de Tula | Unión de Tula |

### Costa Sur
La Región Costa Sur, compuesta por seis municipios. Tiene una población de 161,775 habitantes (2015) 2.0% de la población total del estado. Su tamaño es de 7,004.39 km², equivalente al 8.7 % de la extensión del estado. Es una de las más importantes del estado, ya que la Costa Alegre es el sitio más visitado de playas en el estado. Cihuatlán es de los municipios más destacados del estado, por ser productor y centro de distribución de la Costa Sur y sitio de oficinas de gobierno. Su capital regional es el municipio de Autlán de Navarro.
| Municipios de la Región Costa Sur |                               |                    |
|                                   |                               |                    |
| Clave                             | Municipio                     | Cabecera           |
| 1                                 | Autlán de Navarro             | Autlán de la Grana |
| 2                                 | Casimiro Castillo             | Casimiro Castillo  |
| 3                                 | Cihuatlán                     | Cihuatlán          |
| 4                                 | Cuautitlán de García Barragán | Cuautitlán         |
| 5                                 | La Huerta                     | La Huerta          |
| 6                                 | Villa Purificación            | Villa Purificación |

### Costa Norte
La Región Costa Norte, compuesta por tres municipios. Se localiza en la punta oeste del estado. Su extensión territorial es de 5,959.23 km² que equivale al 7.4 % de la superficie del estado. Tiene una población de 247,728 habitantes. En la costa se desarrolla el turismo y la pesca concentrados en su mayoría en Puerto Vallarta. Su capital regional es el municipio de Puerto Vallarta.
| Municipios de la Región Costa Norte |                 |                 |
|                                     |                 |                 |
| Clave                               | Municipio       | Cabecera        |
| 1                                   | Cabo Corrientes | El Tuito        |
| 2                                   | Puerto Vallarta | Puerto Vallarta |
| 3                                   | Tomatlán        | Tomatlán        |

### Sierra Occidental
La Región Sierra Occidental, compuesta por ocho municipios. Cuenta con 178,186 habitantes (2015), que representa el 2.2% de la población total del estado. Se localiza al oeste de la Región Sur. Cubre 8,004.33 km² y equivale al 9.9 % del estado. El turismo, la agricultura, la explotación forestal y la minería son sus principales actividades. Su capital regional es el municipio de Mascota.
| Municipios de la Región Sierra Occidental |                         |                         |
|                                           |                         |                         |
| Clave                                     | Municipio               | Cabecera                |
| 1                                         | Atenguillo              | Atenguillo              |
| 2                                         | Ayutla                  | Ayutla                  |
| 3                                         | Cuautla                 | Cuautla                 |
| 4                                         | Guachinango             | Guachinango             |
| 5                                         | Mascota                 | Mascota                 |
| 6                                         | Mixtlán                 | Mixtlán                 |
| 7                                         | San Sebastián del Oeste | San Sebastián del Oeste |
| 8                                         | Talpa de Allende        | Talpa de Allende        |

### Valles
La Región Valles, compuesta por 14 municipios. Tiene una población de 316,126 habitantes (2015) que es el 4.0% de la población del estado. Su extensión territorial es de 5,891 km², que es equivalente al 7.4% de la extensión del estado. Esta región es de gran importancia en el estado, ya que se llevan a cabo actividades de agricultura, ganadería, explotación forestal, cañera (principalmente en el municipio de Tala, donde se encuentra el ingenio azucarero más grande del estado), apicultura y la industria tequilera. Además, se destaca por las artesanías y la joyería (principalmente en el municipio de Magdalena, sobre todo la explotación de las minas de ópalo). También destaca la zona arqueológica más rara del país, llamada Guachimontones, ubicada en Teuchitlán. Localizada en el centro-oeste del estado. Su capital regional es el municipio de Ameca.
| Municipios de la Región Valles |                         |                         |
|                                |                         |                         |
| Clave                          | Municipio               | Cabecera                |
| 1                              | Ahualulco de Mercado    | Ahualulco de Mercado    |
| 2                              | Amatitán                | Amatitán                |
| 3                              | Ameca                   | Ameca                   |
| 4                              | El Arenal               | El Arenal               |
| 5                              | Cocula                  | Cocula                  |
| 6                              | Etzatlán                | Etzatlán                |
| 7                              | Hostotipaquillo         | Hostotipaquillo         |
| 8                              | Magdalena               | Magdalena               |
| 9                              | San Juanito de Escobedo | San Juanito de Escobedo |
| 10                             | San Marcos              | San Marcos              |
| 11                             | San Martín Hidalgo      | San Martín Hidalgo      |
| 12                             | Tala                    | Tala                    |
| 13                             | Tequila                 | Tequila                 |
| 14                             | Teuchitlán              | Teuchitlán              |

### Región Lagunas
| Municipios de la Región Lagunas |                        |                        |
|                                 |                        |                        |
| Clave                           | Municipio              | Cabecera               |
| 1                               | Acatlán de Juárez      | Acatlán de Juárez      |
| 2                               | Amacueca               | Amacueca               |
| 3                               | Atoyac                 | Atoyac                 |
| 4                               | Cocula                 | Cocula                 |
| 5                               | San Martín Hidalgo     | San Martín Hidalgo     |
| 6                               | Sayula                 | Sayula                 |
| 7                               | Tapalpa                | Tapalpa                |
| 8                               | Techaluta              | Techaluta              |
| 9                               | Teocuitatlán de Corona | Teocuitatlán de Corona |
| 10                              | Villa Corona           | Villa Corona           |
| 11                              | Zacoalco de Torres     | Zacoalco de Torres     |

### Centro
La Región Centro, compuesta por 14 municipios. Cuenta con más de 5,500,000 de habitantes, lo que equivale a más del 60% de la población del estado. Su extensión territorial es de 5,505.35 km², que es equivalente al 7 % de la extensión territorial del estado. Localizada justo en el centro del estado, como indica su nombre. Sus actividades son la agricultura, ganadería, pesca, minería, artesanías, industria y turismo, estos dos últimos situados en el Área metropolitana de Guadalajara (ampliamente industrializada), conformada por los municipios de Zapopan, Guadalajara. Tlaquepaque, Tonalá, El Salto, Tlajomulco de Zúñiga, Ixtlahuacán de los Membrillos, Zapotlanejo, Acatlán de Juárez y Juanacatlán. Los municipios de Cuquío y Zapotlanejo administrativamente pertenecen a esta región, pero cultural y tradicionalmente pertenecen a los Altos de Jalisco. Su capital regional es el municipio de Guadalajara.
| Municipios de la Región Centro |                               |                               |
|                                |                               |                               |
| Clave                          | Municipio                     | Cabecera                      |
| 1                              | Acatlán de Juárez             | Acatlán de Juárez             |
| 2                              | Cuquío                        | Cuquío                        |
| 3                              | El Salto                      | El Salto                      |
| 4                              | Guadalajara                   | Guadalajara                   |
| 5                              | Ixtlahuacán de los Membrillos | Ixtlahuacán de los Membrillos |
| 6                              | Ixtlahuacán del Río           | Ixtlahuacán del Río           |
| 7                              | Juanacatlán                   | Juanacatlán                   |
| 8                              | San Cristóbal de la Barranca  | San Cristóbal de la Barranca  |
| 9                              | Tlajomulco de Zúñiga          | Tlajomulco de Zúñiga          |
| 10                             | San Pedro Tlaquepaque         | Tlaquepaque                   |
| 11                             | Tonalá                        | Tonalá                        |
| 12                             | Villa Corona                  | Villa Corona                  |
| 13                             | Zapopan                       | Zapopan                       |
| 14                             | Zapotlanejo                   | Zapotlanejo                   |

### Nueva regionalización
En 2014, se hicieron nuevos estudios y se decidió por una nueva regionalización para impulsar un mayor desarrollo del estado. Ahora hay municipios "nodo" que hacen que se fortalezcan las redes de desarrollo y funcionan como si fueran sede. Una región puede albergar varios municipios “nodo”.  